# Leng (Centro Sur)
Leng ist ein Ort in der Provinz Centro Sur in Äquatorialguinea. Er liegt etwa 11 km nordöstlich von Evinayong.

## Geographie
Der Ort liegt an der Kreuzung zweier Verkehrsrouten nordöstlich von Evinayong zwischen Esong und Nsokengono. Westlich des Ortes verläuft der Río Chiguo.

## Klima
Nach dem Köppen-Geiger-System zeichnet sich Leng durch ein tropisches Klima mit der Kurzbezeichnung Am aus.